# Maria Aragońska (królowa Kastylii i Leónu)
Maria Aragońska (ur. 24 lutego 1403, zm. 18 lutego 1445) – królowa Kastylii i Leónu jako żona Jana II.
Maria urodziła się jako córka Ferdynanda I Sprawiedliwego i jego żony Eleonory z Alburquerque.
W 1420 roku Maria poślubiła króla Kastylii i Leonu Jana II. Para miała czworo dzieci:
- Catalinę (1422-1424),
- Leonorę (1423-1425),
- Henryka IV (1425-1474),
- Maríę (1428-1429).[1]